# Wanne (België)
Wanne is een dorp in de Belgische provincie Luik en een deelgemeente van Trois-Ponts. Tot 1 januari 1971 was het een zelfstandige gemeente. Op het grondgebied liggen enkele gehuchtjes, zoals Wanneranval, Logbiermé, Hénumont, La Vaux, Spineux, Rochelinval en Aisomont.

## Demografische ontwikkeling
- Bronnen:NIS, Opm:1831 tot en met 1961=volkstellingen

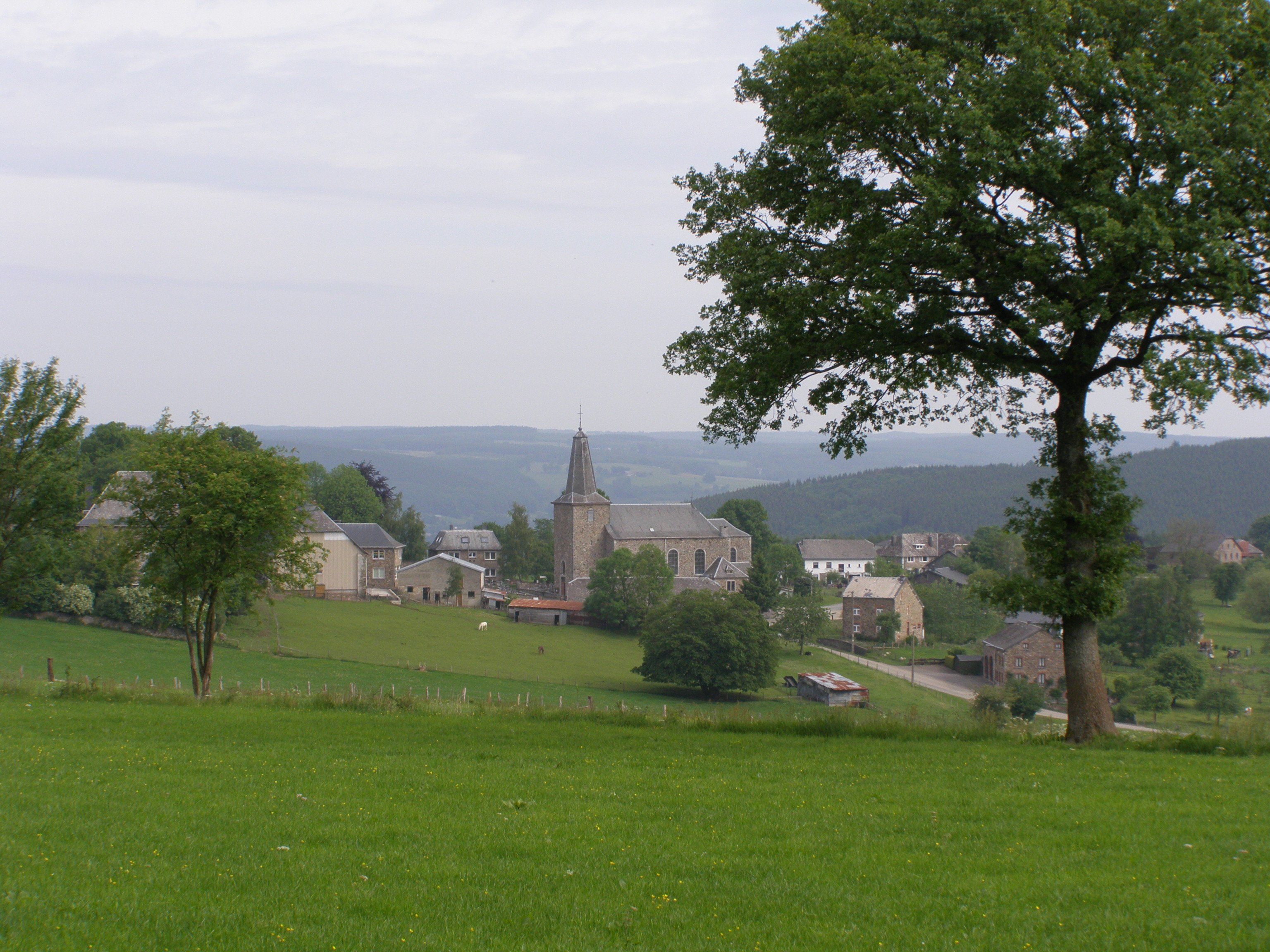
Zicht op Wanne

## Bezienswaardigheden
- De kerk, gewijd aan Maria Magdalena. Daarnaast is er een kasteel, het Château de Wanne. Ook is er een museum, het Musée de Wanne, met een expositie over de lokale geschiedenis.

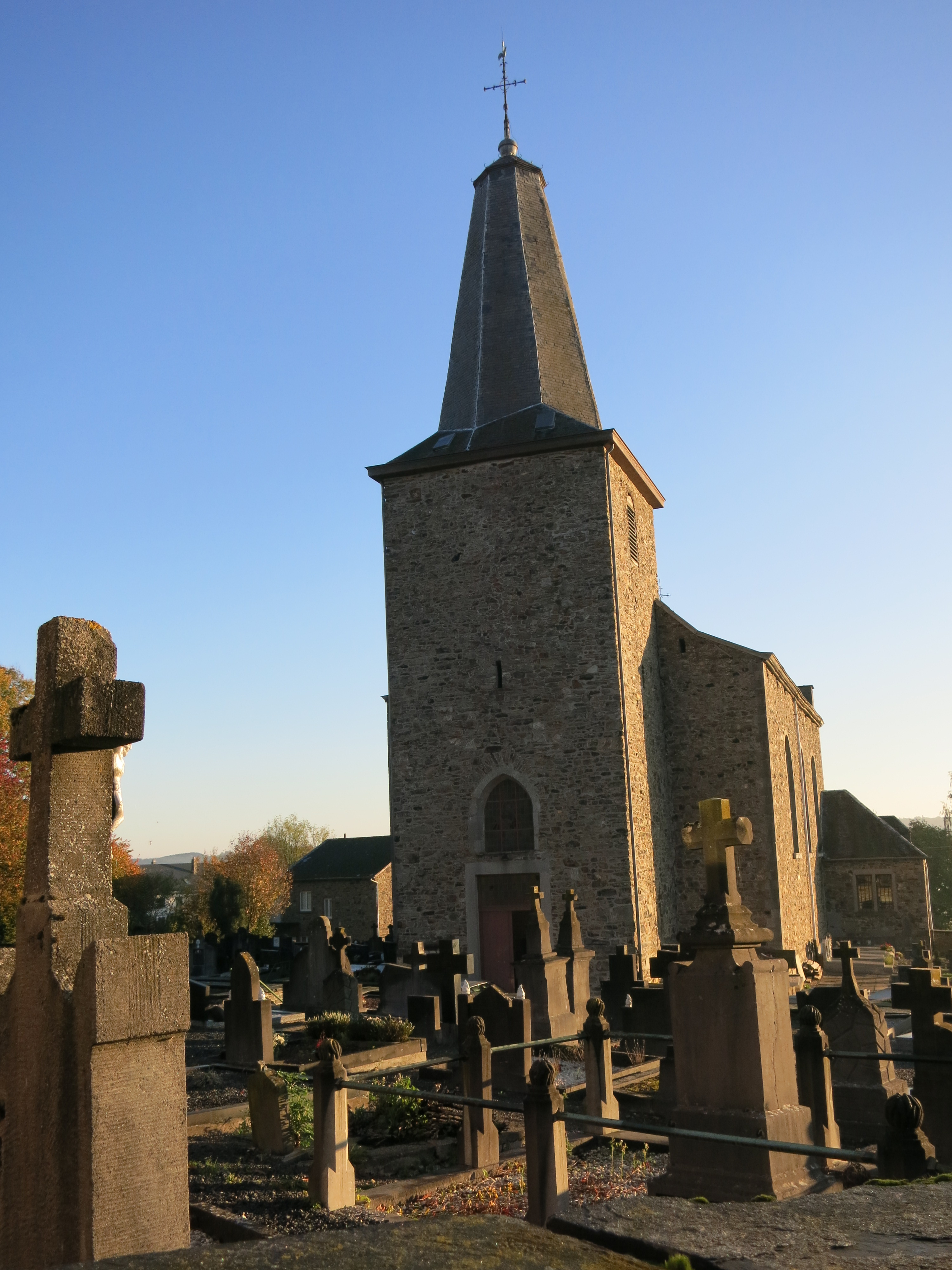
Sainte-Marie-Madeleine kerk
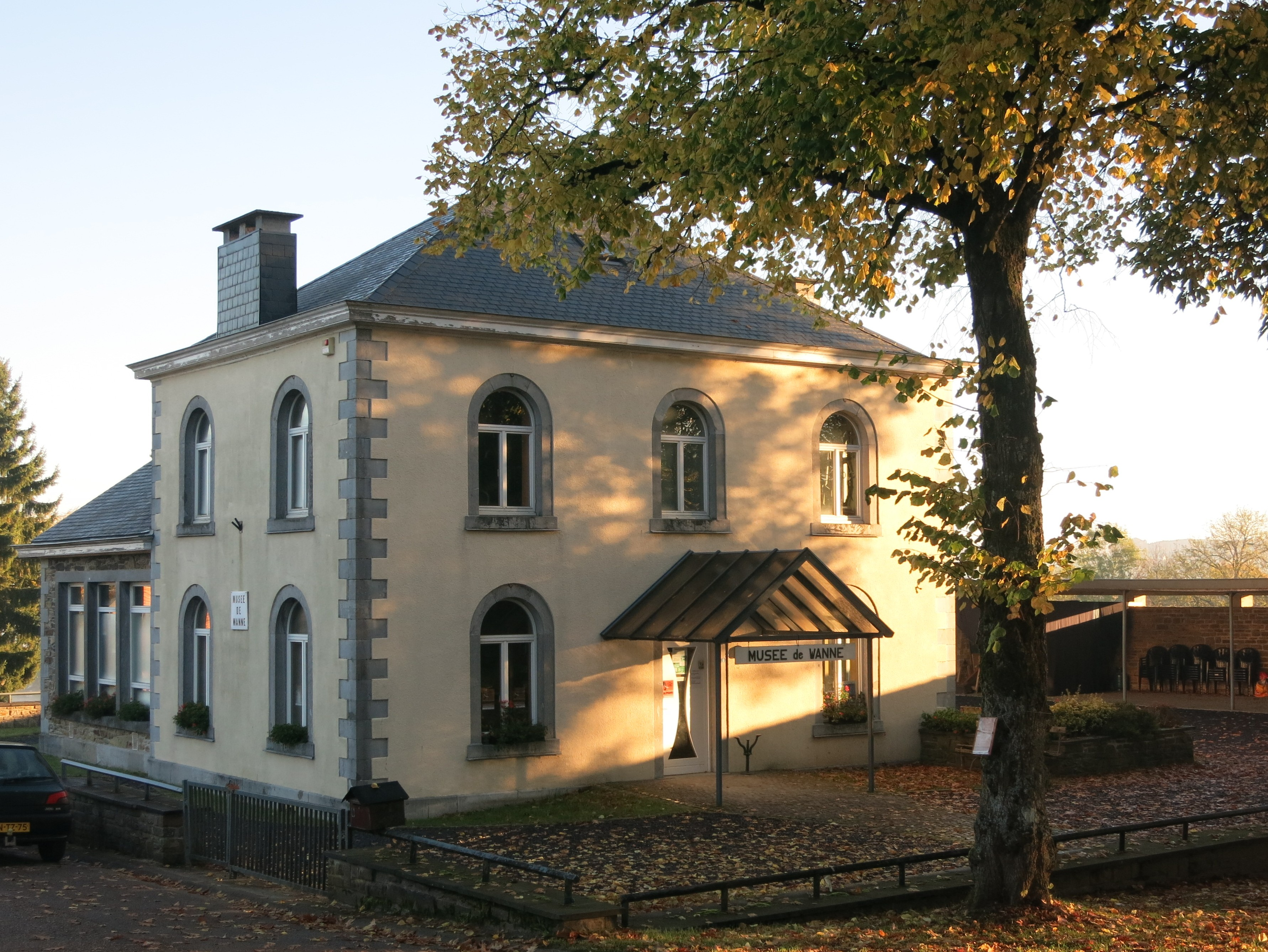
Museum van Wanne
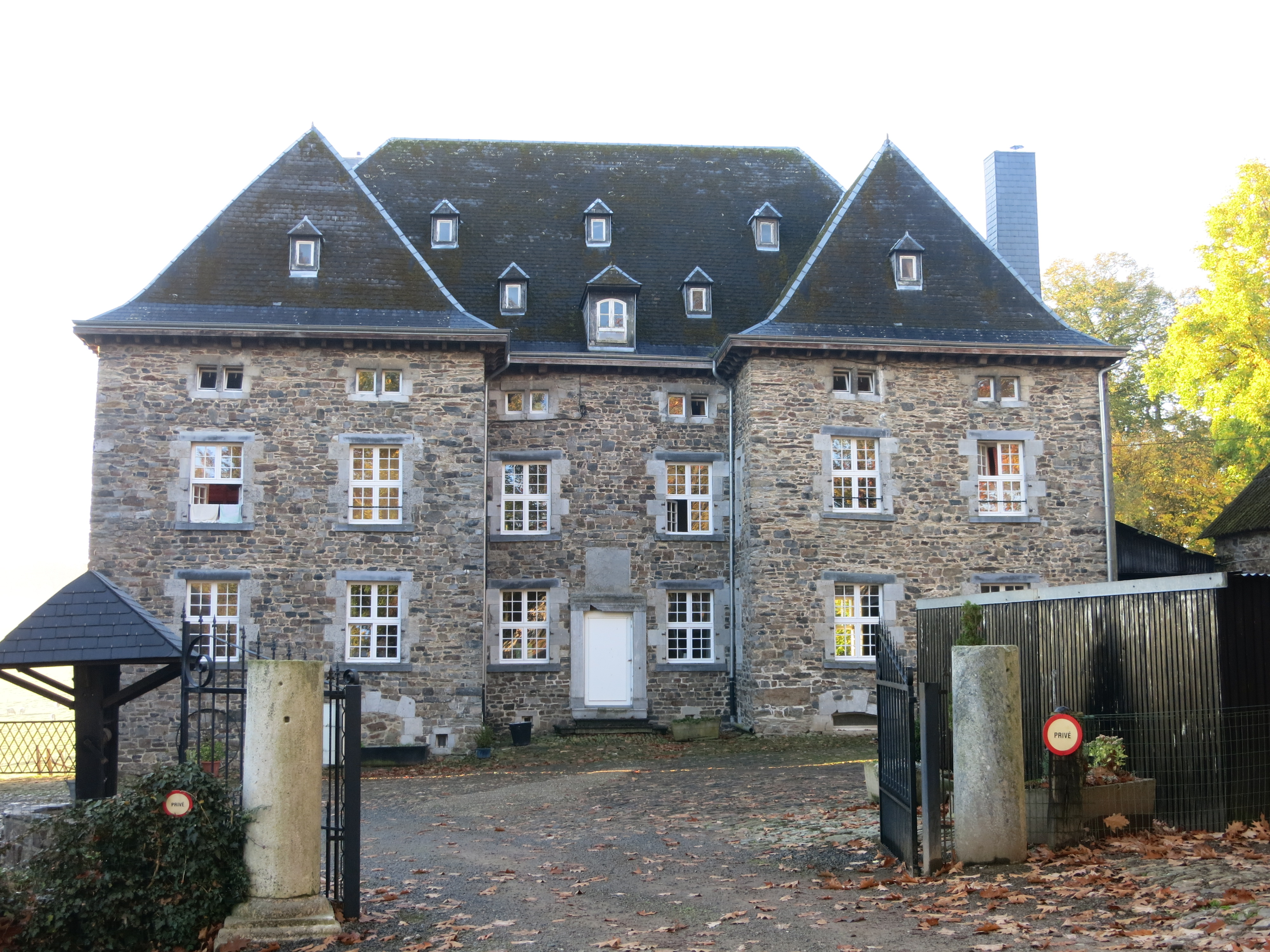
Kasteel van Wanne

## Geschiedenis
Het dorpje Wanne is eeuwenlang nauw verbonden geweest aan het naburige plaatsje Stavelot dat vanaf zijn stichting in 648 door Sint Remaclus tot de Franse Revolutie een zelfstandig abdijvorstendom was. Daarna maakte het deel uit van Frankrijk, Nederland en vanaf 1830 België.

## Sport
Het dorp en zijn steile toegangswegen zijn onderdeel van het parkoers van verschillende wielerwedstrijden, waaronder Luik-Bastenaken-Luik en de Eneco Tour:
- Côte de Wanne, start vanuit Grand-Halleux (vallei van de Salm). Een klim van ongeveer 3,5 kilometer met een gemiddelde van 5,6% en een maximale stijging van 12%. Volgens COTACOL start de klim pas bij de brug over de Ruisseau de Tigeonville.
- Côte de Spineux of "Côte de Wanne via Spineux": Deze klim is regelmatiger en start op de N68 tussen Trois-Ponts en Grand-Halleux. Deze klim is iets minder zwaar dan de klim vanuit Grand-Halleux.
- Wanneranval: in Luik-Bastenaken-Luik is dit de afdaling. Vanuit Stavelot (vallei van de Amblève) wordt de Route de Wanne gevolgd, een klim met een stijgingspercentage van maximaal 16%.
- Côte d’Aisomont: vanuit het dorp Trois Ponts. Deze rustige klim volgt ruwweg de waterscheiding tussen de Amblève en de Salm en is minder steil dan de andere beklimmingen.

Côte de Saint-Roch · Col de Haussire · Côte de Mont-le-Soie · Côte de Wanne · Côte de Stockeu · Côte de la Haute-Levée · Côte du Rosier · Côte de la Redoute · Côte de Desnié · Côte des Forges · Côte de Cornemont · Côte de la Roche-aux-Faucons

Voormalige beklimmingen: Côte de Ny · Côte de la Roche-en-Ardenne · Côte de la Vecquée · Côte du Maquisard · Mont-Theux · Côte de Colonster · Côte de Sprimont · Côte du Sart-Tilman · Côte de Saint-Nicolas · Côte de la Rue Naniot · Ans